# بو، لندن
latitudeبو، لندنlongitudeبو، لندن
بو، لندن (به انگلیسی: Bow) یک ناحیه در لندن است که در منطقه تاور هملتس لندن واقع شده‌است.